# Augustyn Arndt
Augustyn Arndt SJ (niem. Augustin Arndt; ur. 22 czerwca 1851 w Berlinie, zm. 21 lipca 1925 w Bukareszcie) – niemiecki jezuita, redaktor, publicysta i wykładowca.

## Życiorys
Urodził się 22 czerwca 1851 w Berlinie. Jego rodzice byli protestantami. Studiował teologię protestancką w Berlinie. Konwertował do Kościoła katolickiego. Wstąpił do zakonu jezuitów w 1875, gdzie 28 czerwca 1883 przyjął święcenia kapłańskie. W latach 1885–1888 oraz 1892–1895 wykładał teologię jako profesor w Krakowie. Podjął się opracowania nowego przekładu Biblii Allioli za zgodą papieża Leona XIII wyrażoną 17 grudnia 1894.  Uzyskał stopień doktora teologii, socjologii oraz filozofii. Od 1 października 1909 był profesorem w podlegającym diecezji wrocławskiej  Seminarium Duchownym w Widnawie na Śląsku Austriackim, gdzie wykładał teologię moralną oraz socjologię. Opracował m.in. nowe niemieckie tłumaczenie  Wulgaty oraz konstytucje i reguły dla kilkunastu zgromadzeń zakonnych. Ostatnie lata życie spędził w Czerniowicach (1923–1924) i Bukareszcie (od 1924). Zmarł 21 lipca 1925 w Bukareszcie.

## Działalność
Augustyn był redaktorem naczelnym czasopisma „Posłaniec Niedzielny” (1898–1918) oraz jego niemieckiego odpowiednika – „Katholisches Sonntagsblatt” (właśc. Katolischen Sonntagsblattes für die Diözese Breslau) (1894–1918). Należał również do organu diecezjalnego Stowarzyszenia Świętej Rodziny. Promował wstrzemięźliwość od picia napojów alkoholowych, o której pisał w dodatkach do czasopism „Wstrzemięźliwość” oraz ´„Die Mätzigkeit”. Jako pisarz był blisko związany z kard. Georgiem Koppem. W swojej działalności był bardzo związany z diecezją wrocławską.

## Wybrane publikacje
- Wo ist Wahrheit? : Gründe, die mich bewogen haben z. kath. Kirche zurückzukehren / Von Augustin Arndt[6],
- Großes Epistel- und Evangelienbuch : Nach d. vom Apostol Stuhle approb. Bibelübers. / von Augustin Arndt Mit e. Anh. von Gebeten u. Litaneien[7],
- Katechismus des Ordenslebens für Schwesternkongregationen / Augustin Arndt[8],
- Die Kirchlichen und weltlichen Rechtsbestimmungen für Orden und Kongregationen / von Augustin Arndt[9],
- Ehebüchlein für katholische Brautleute / Augustin Arndt[10],
- Die Zensuren latae sententiae nach neuestem Recht / Von Augustin Arndt[11].